# Ринталь

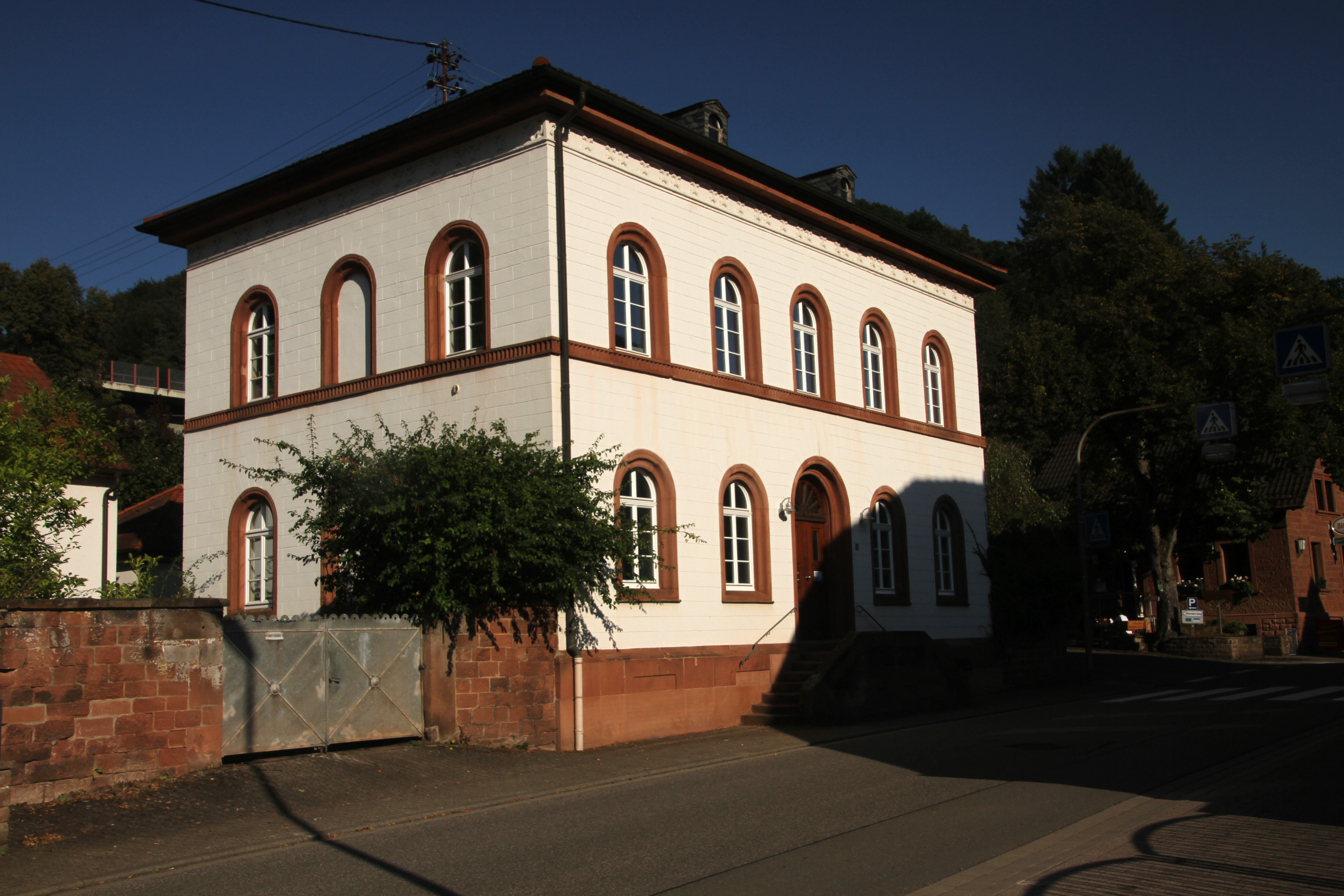

Ринталь (нем. Rinnthal) — коммуна в Германии, в земле Рейнланд-Пфальц. 
Входит в состав района Южный Вайнштрассе. Подчиняется управлению Аннвайлер ам Трифельс.  Население составляет 654 человека (на 31 декабря 2010 года). Занимает площадь 13,81 км².

## Фотографии

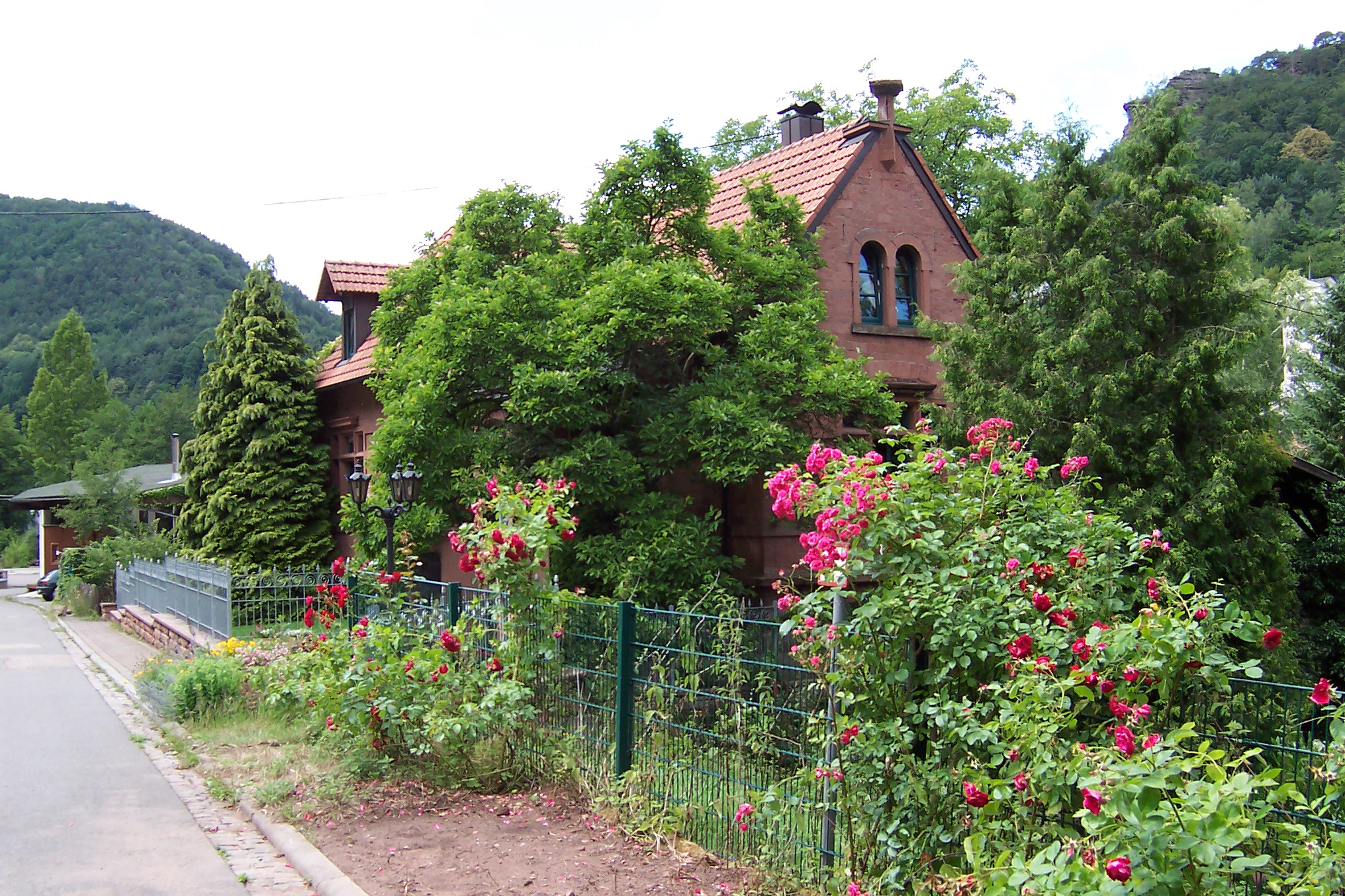
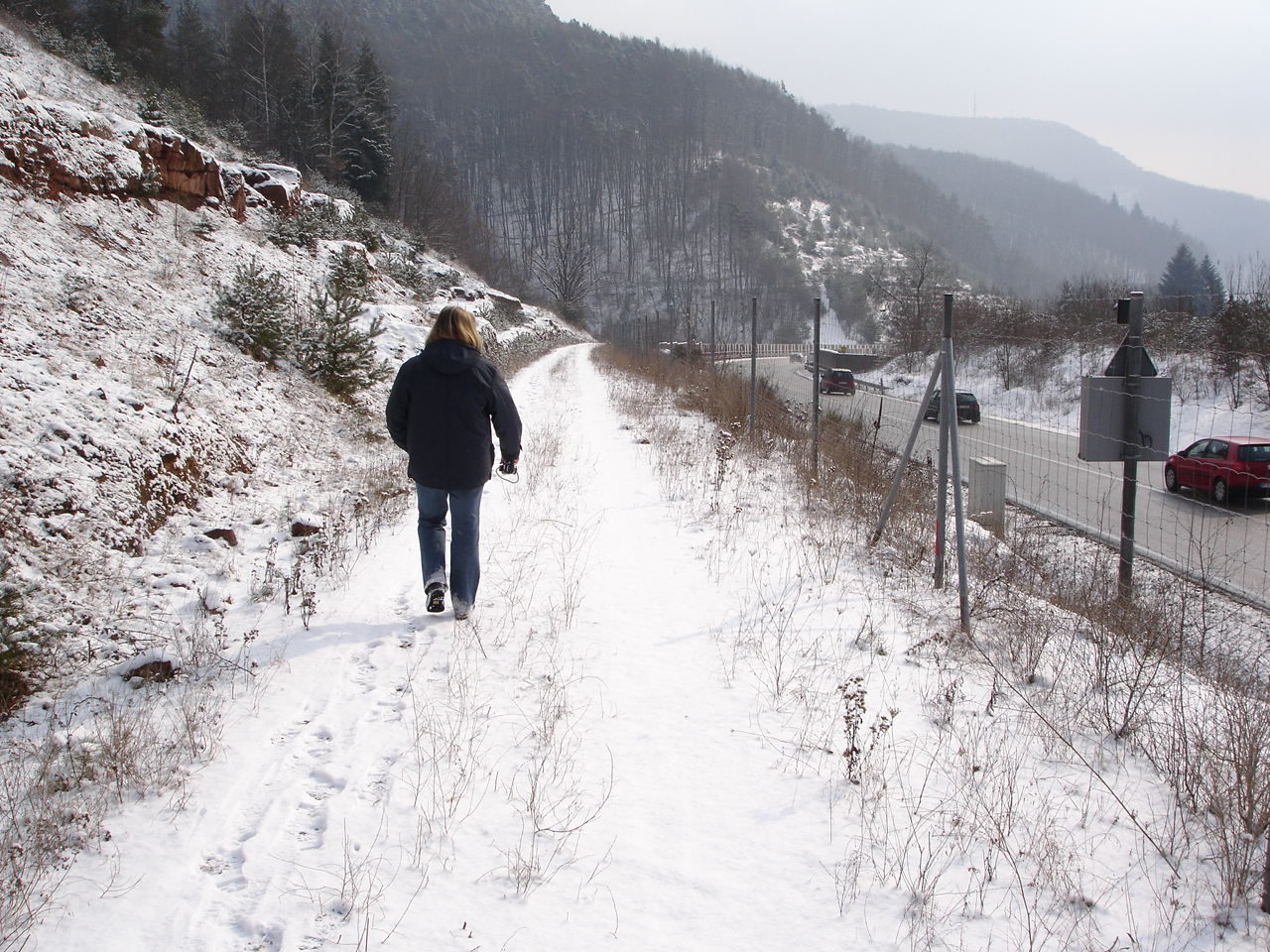
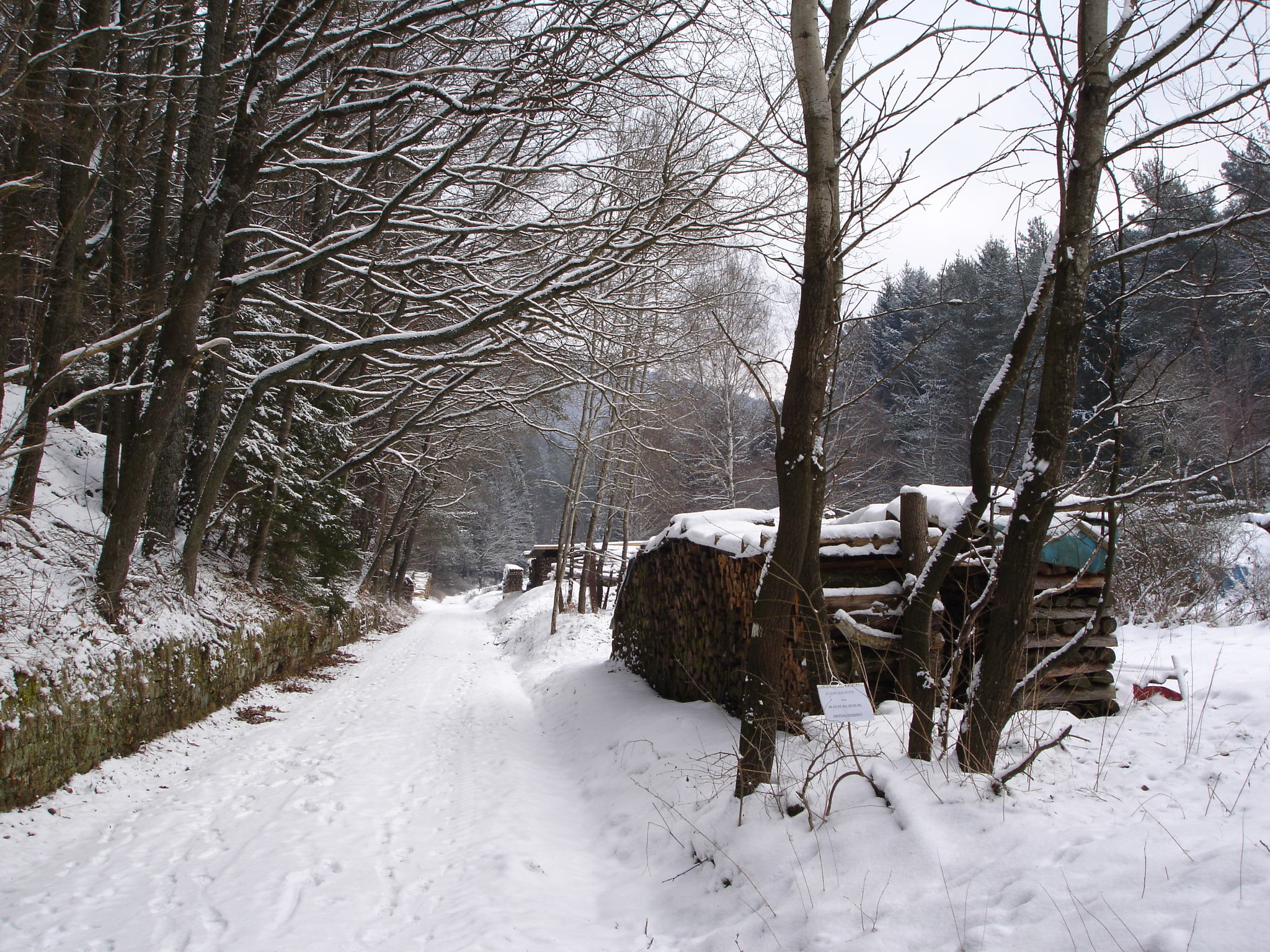
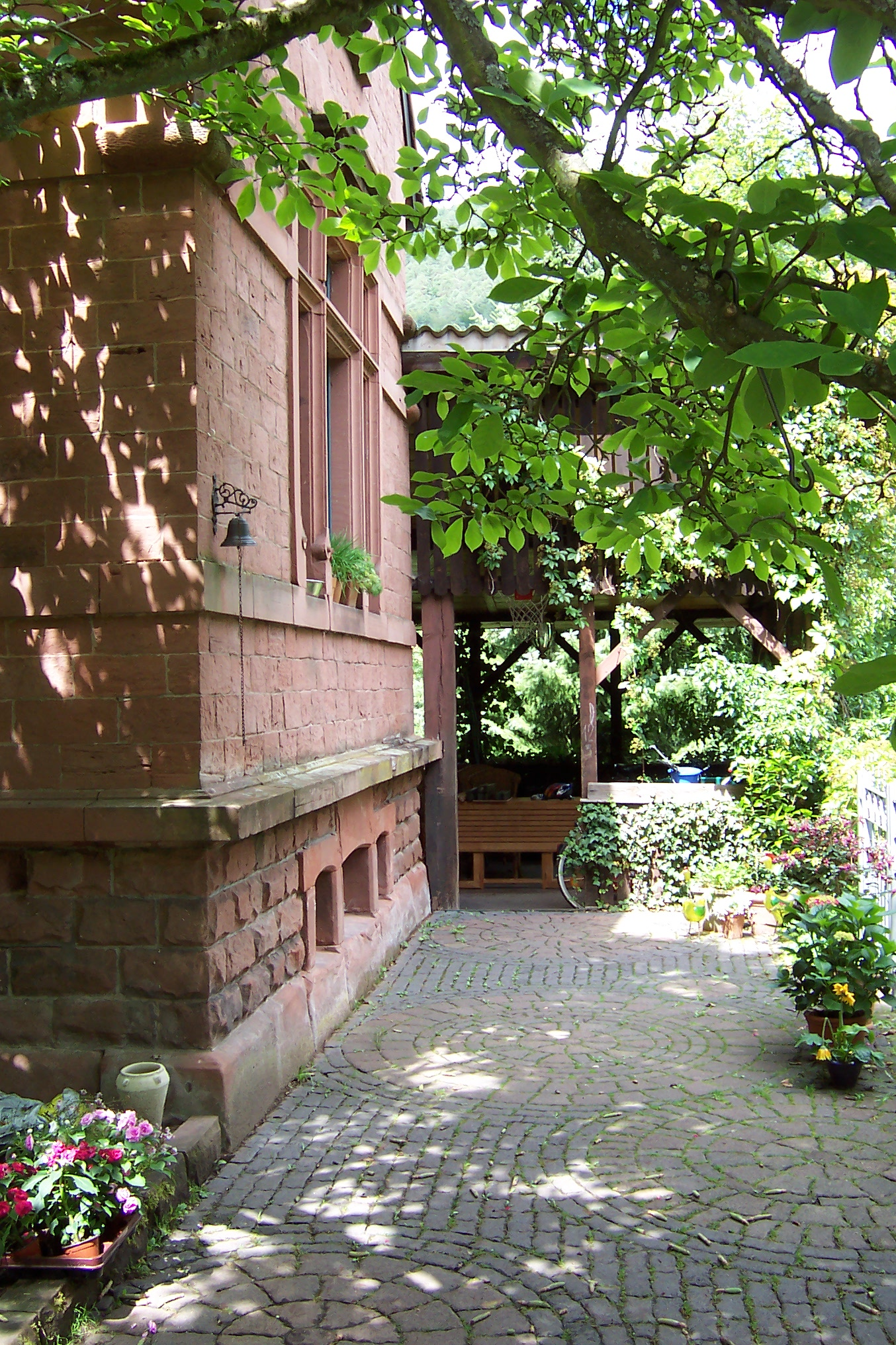
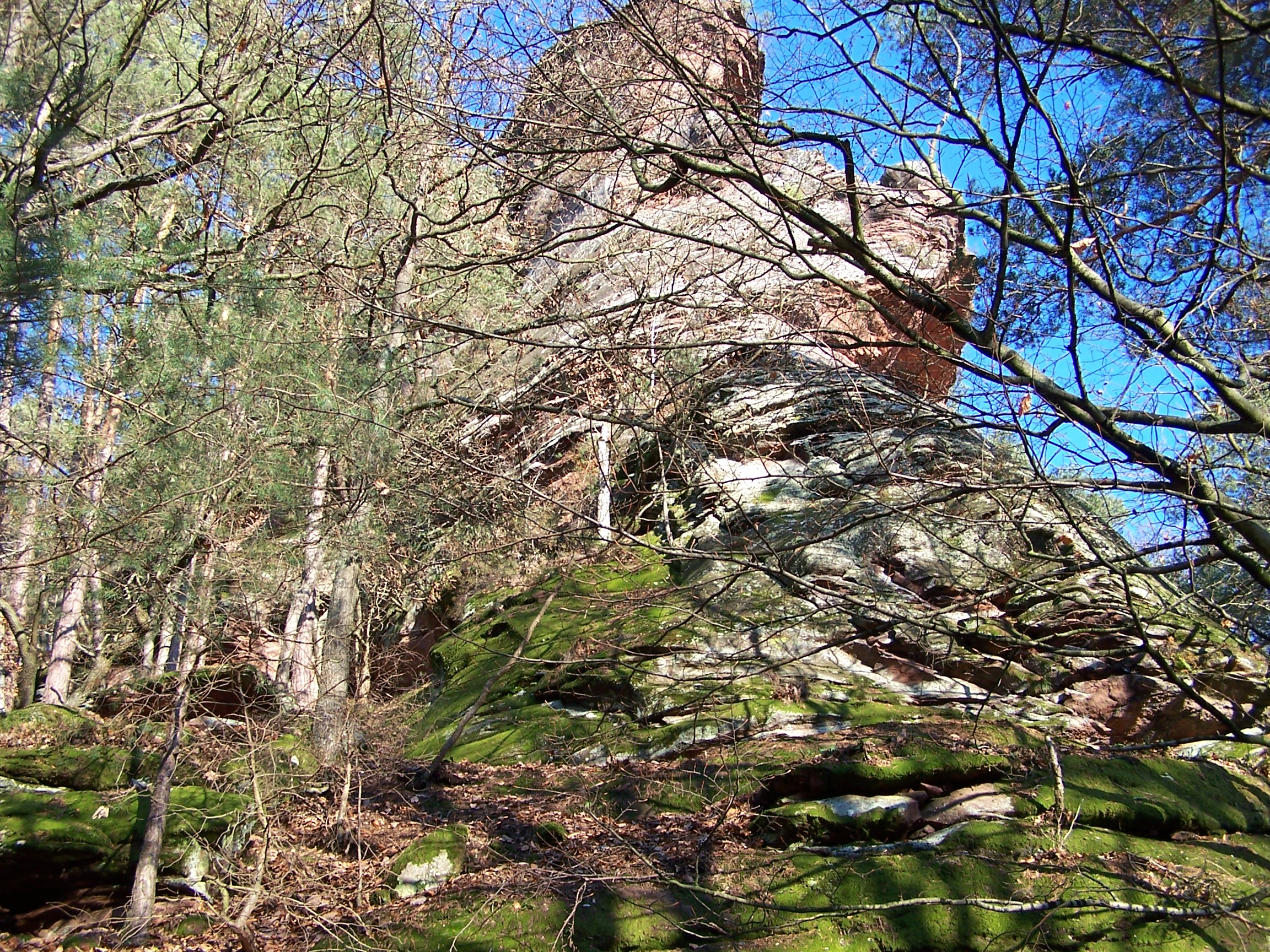
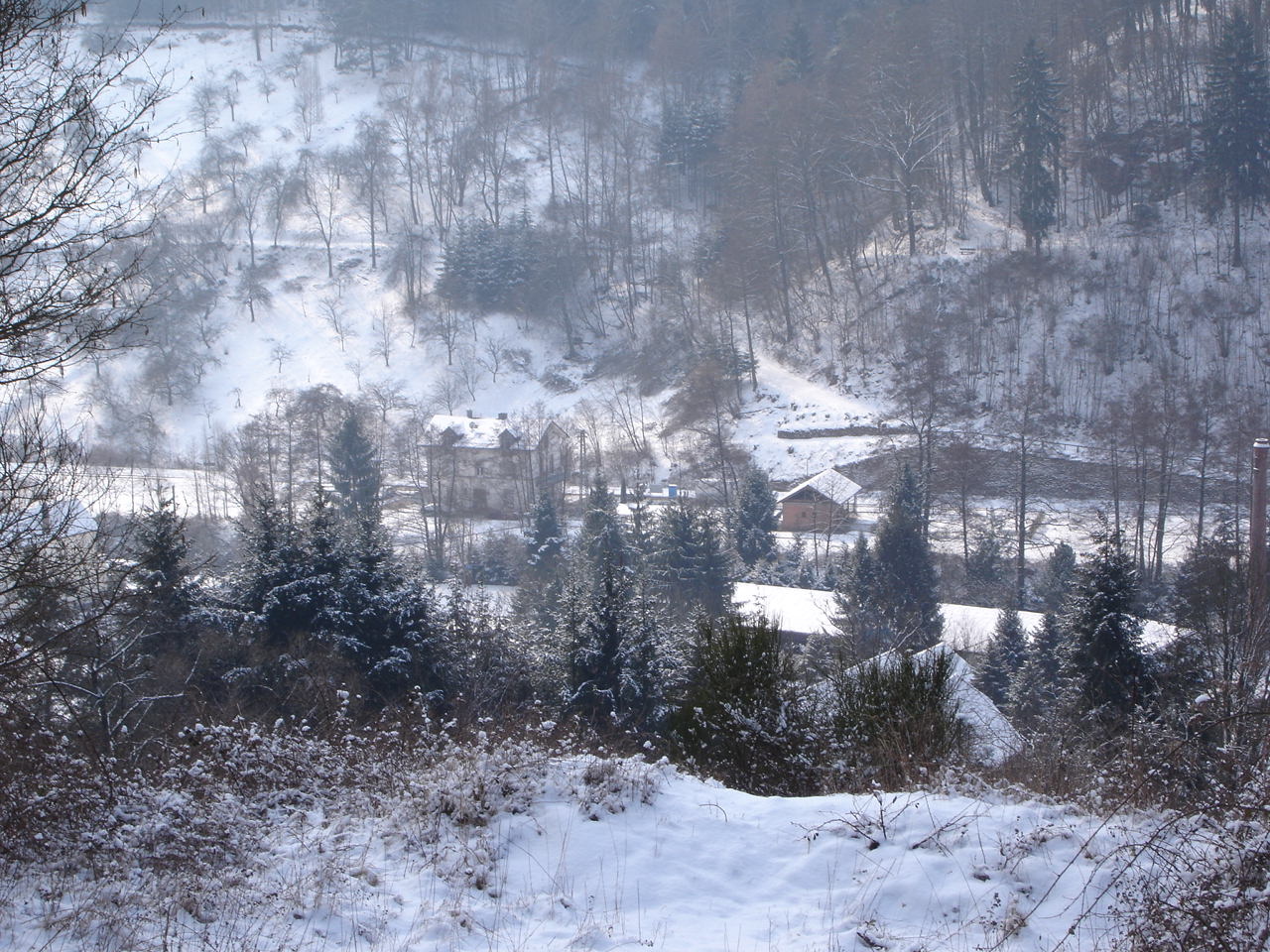
Вокзал
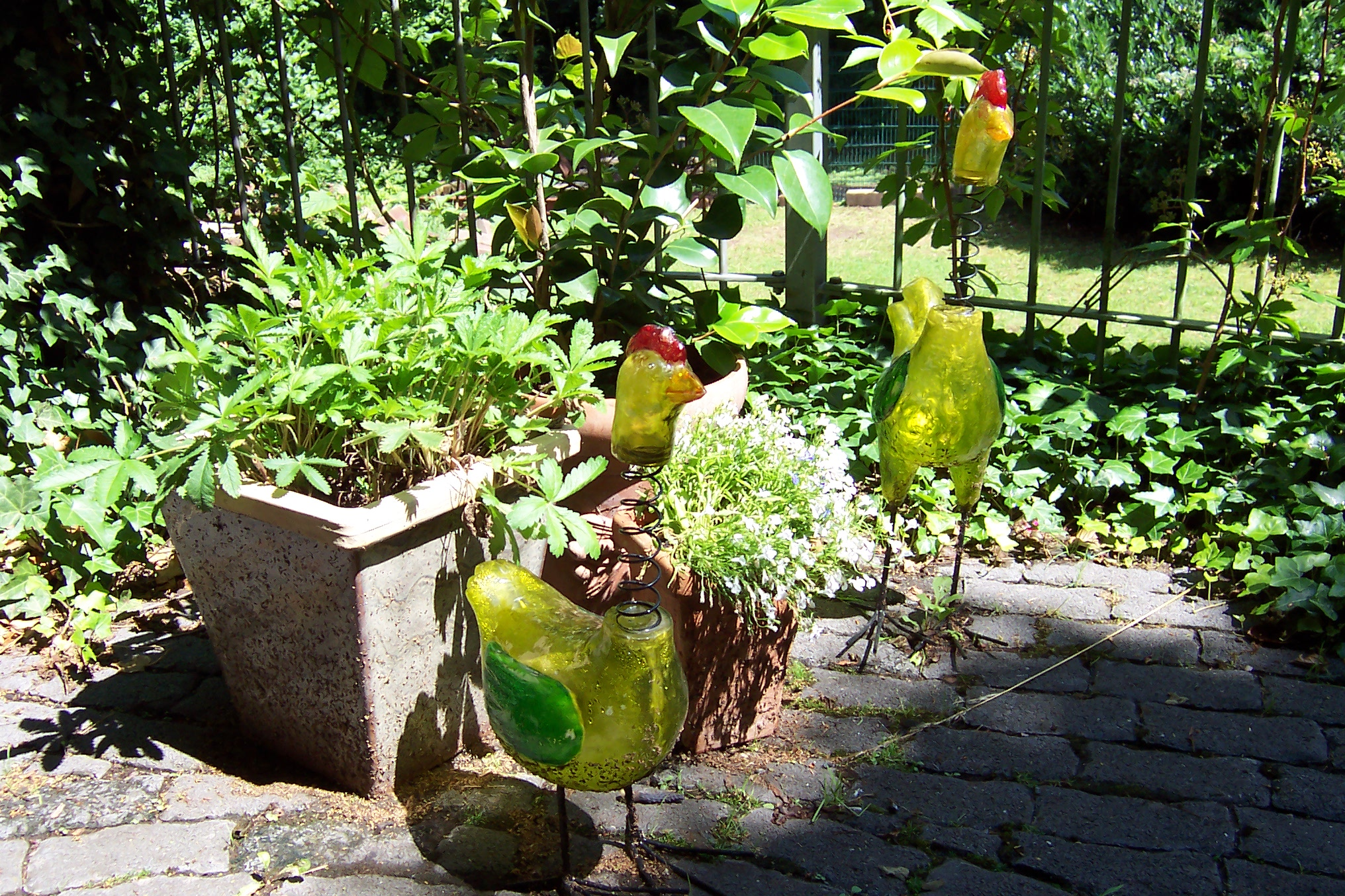
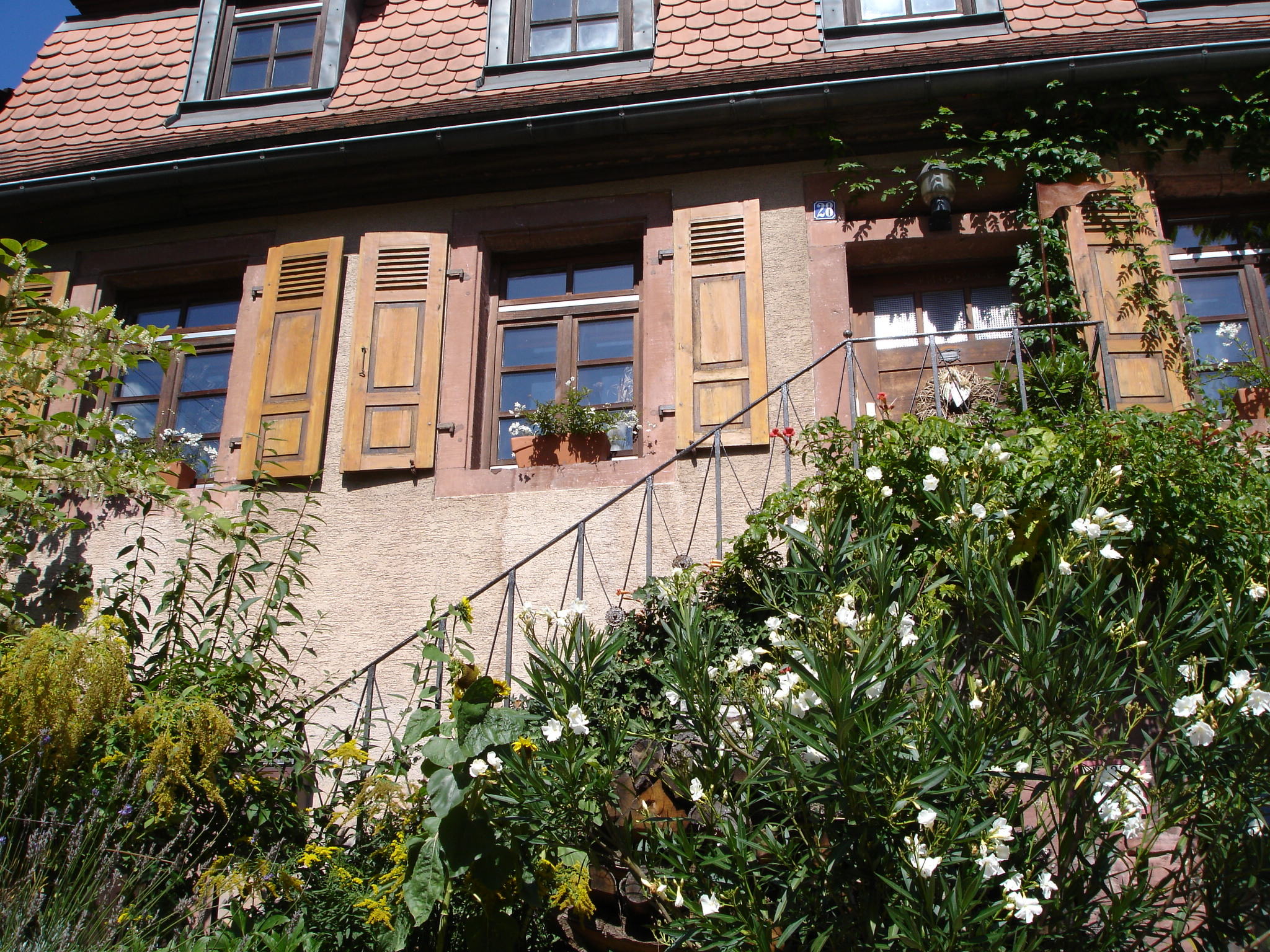
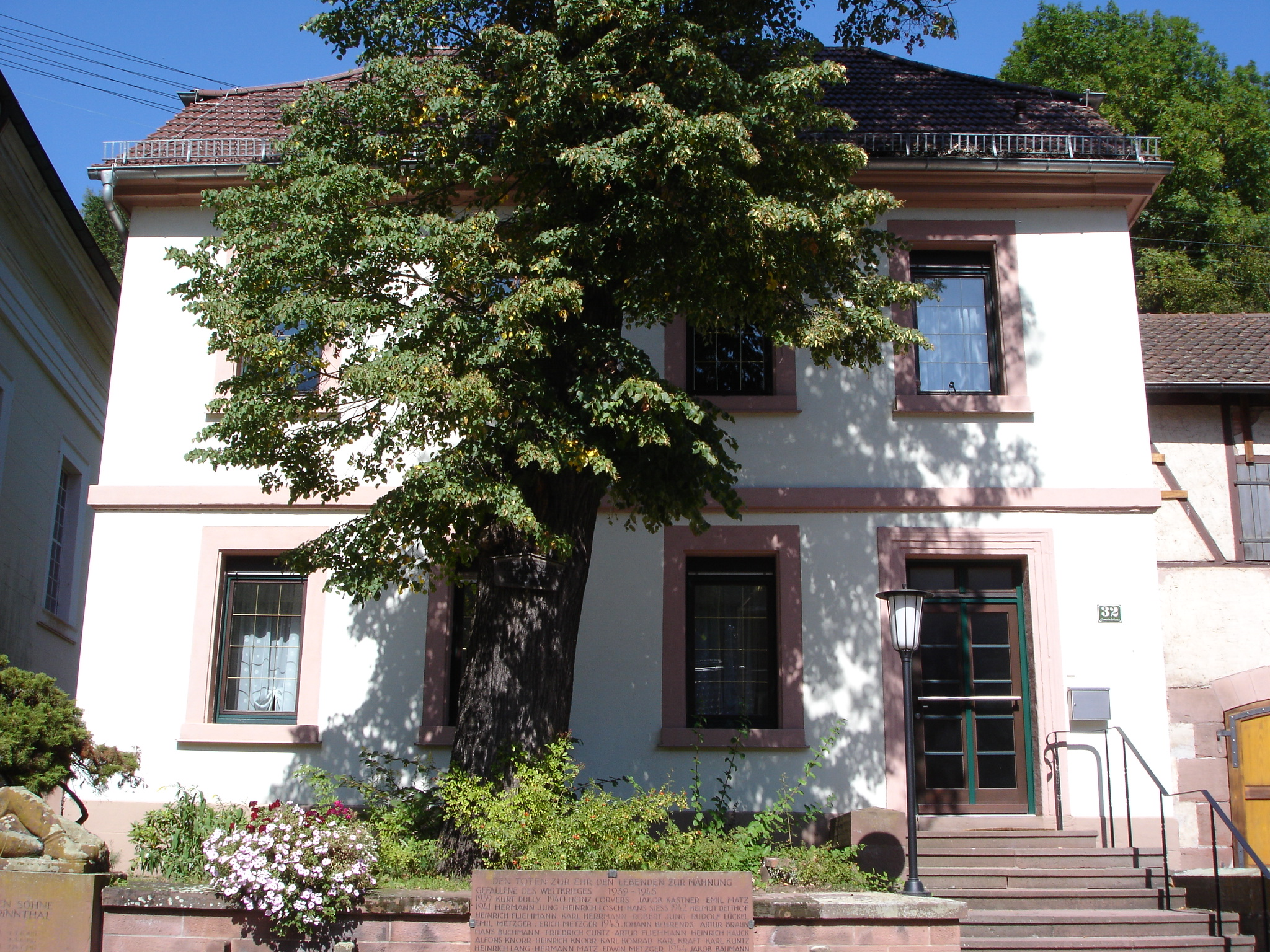
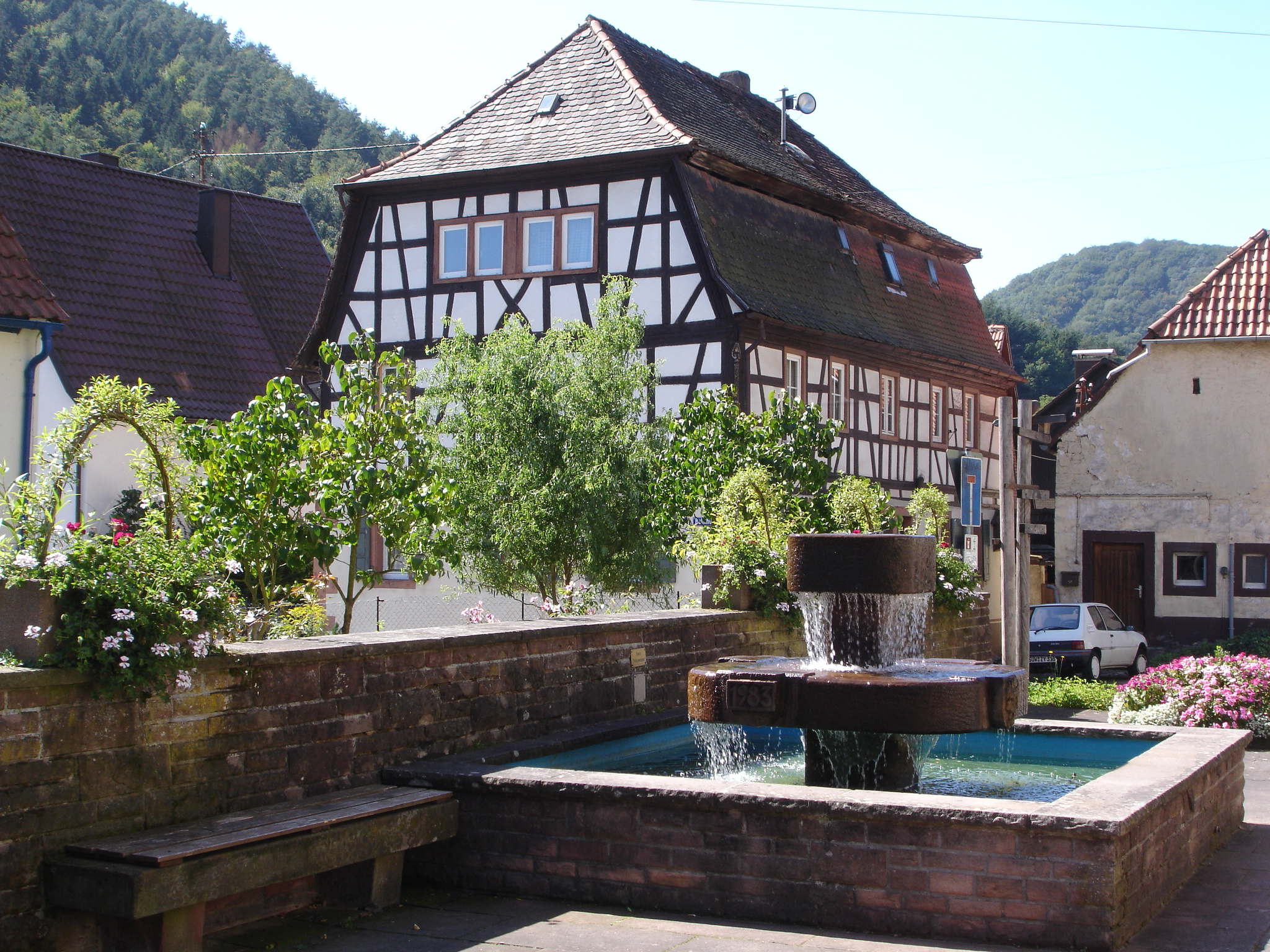
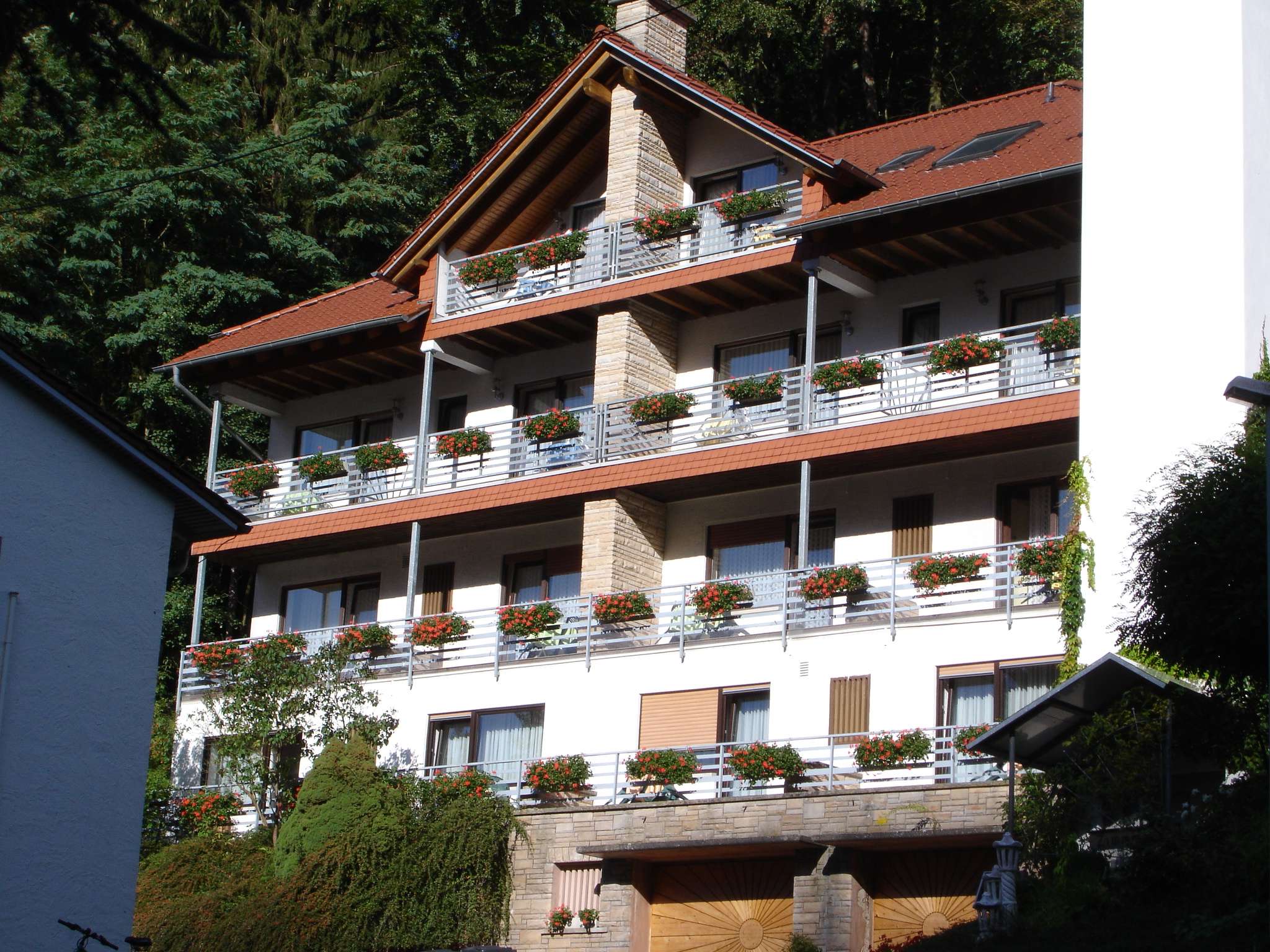
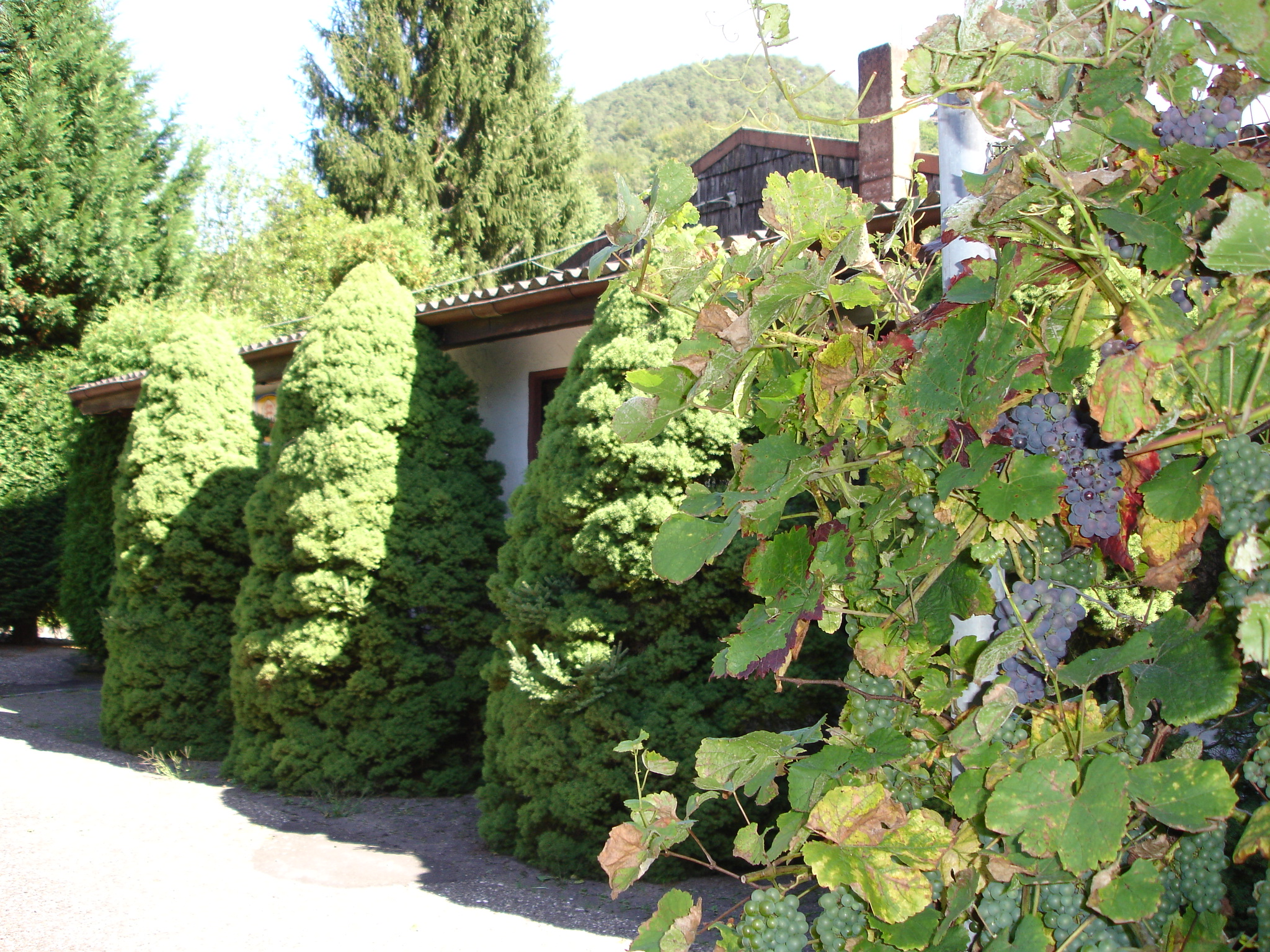
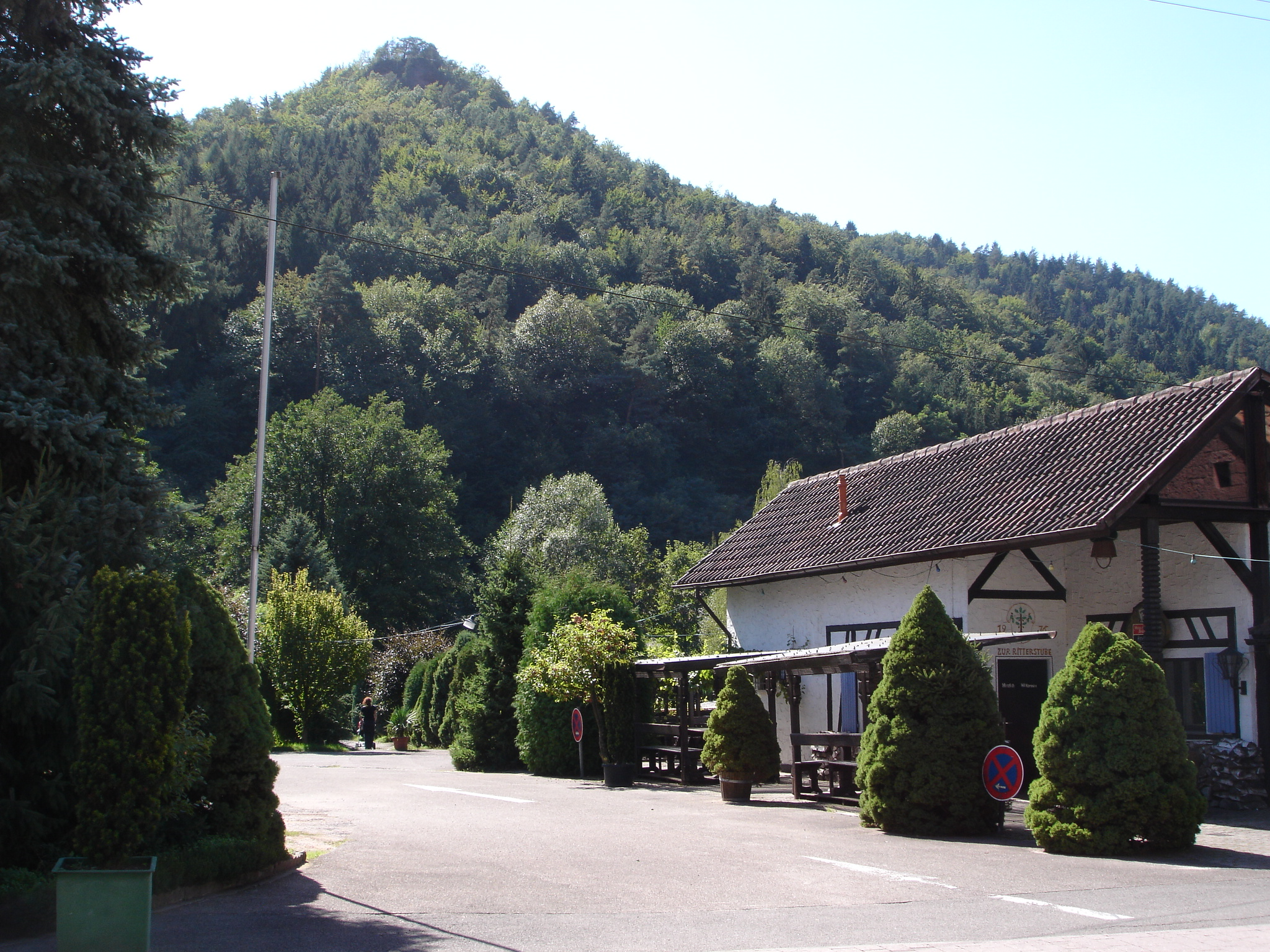
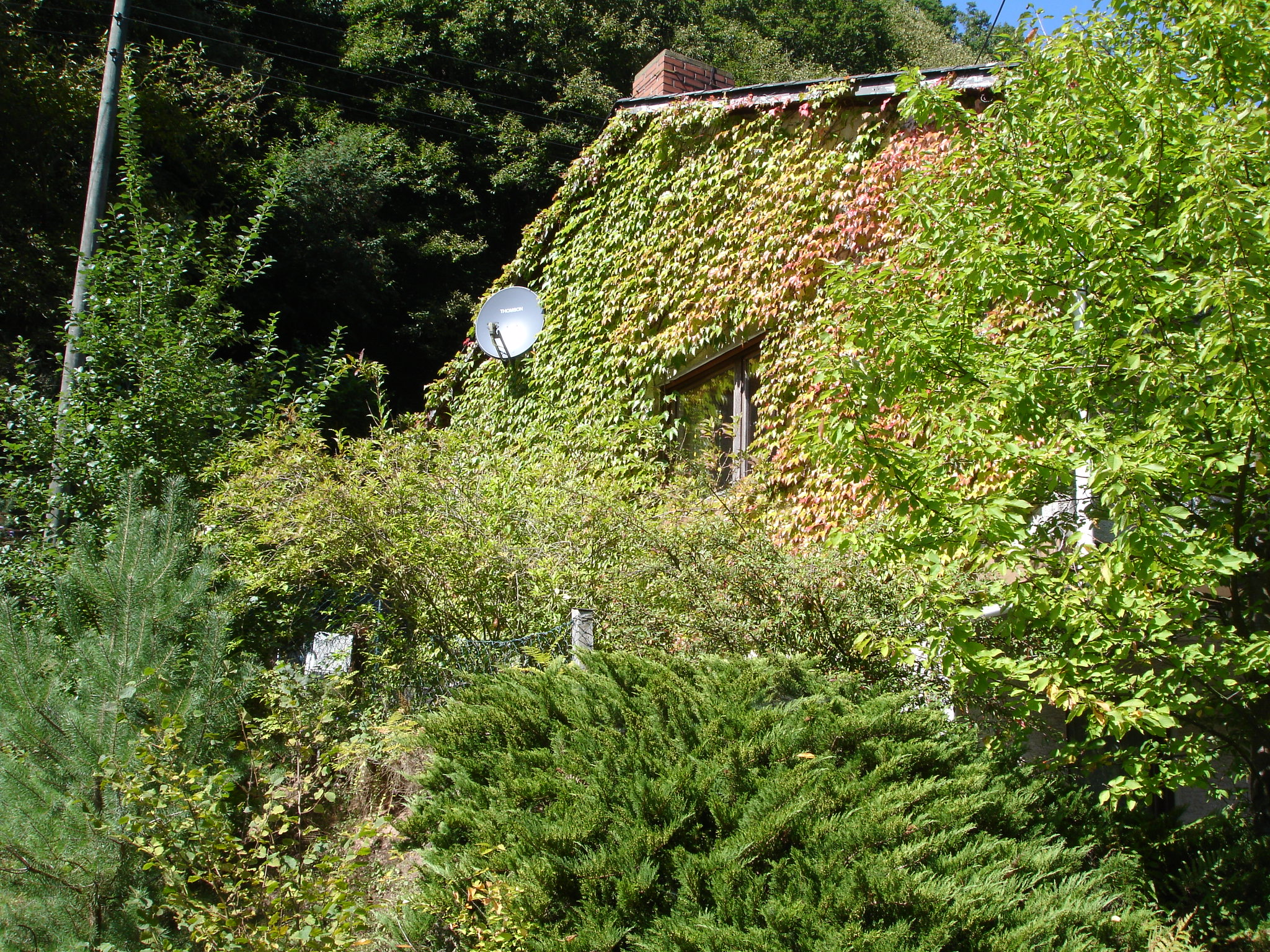
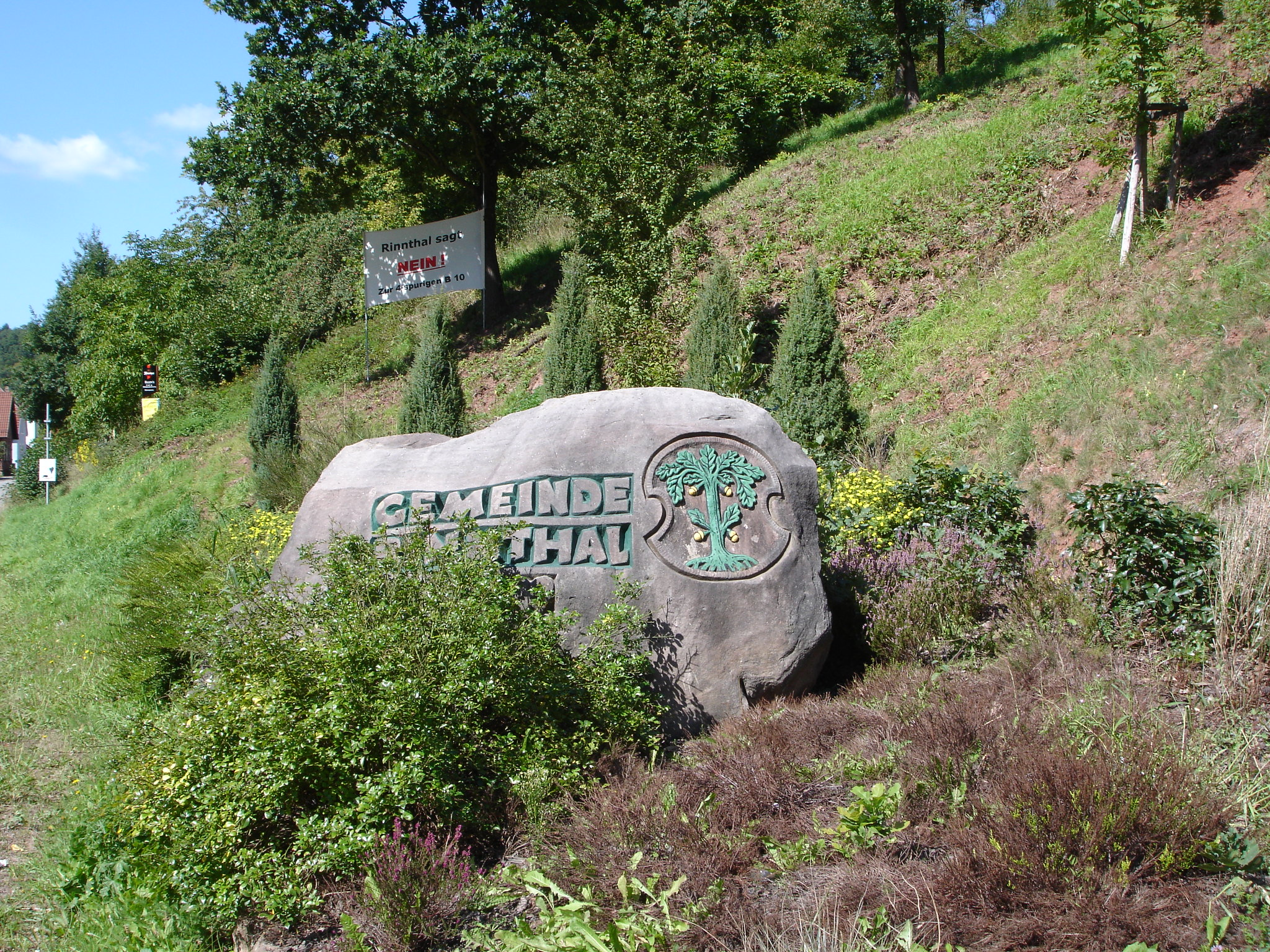
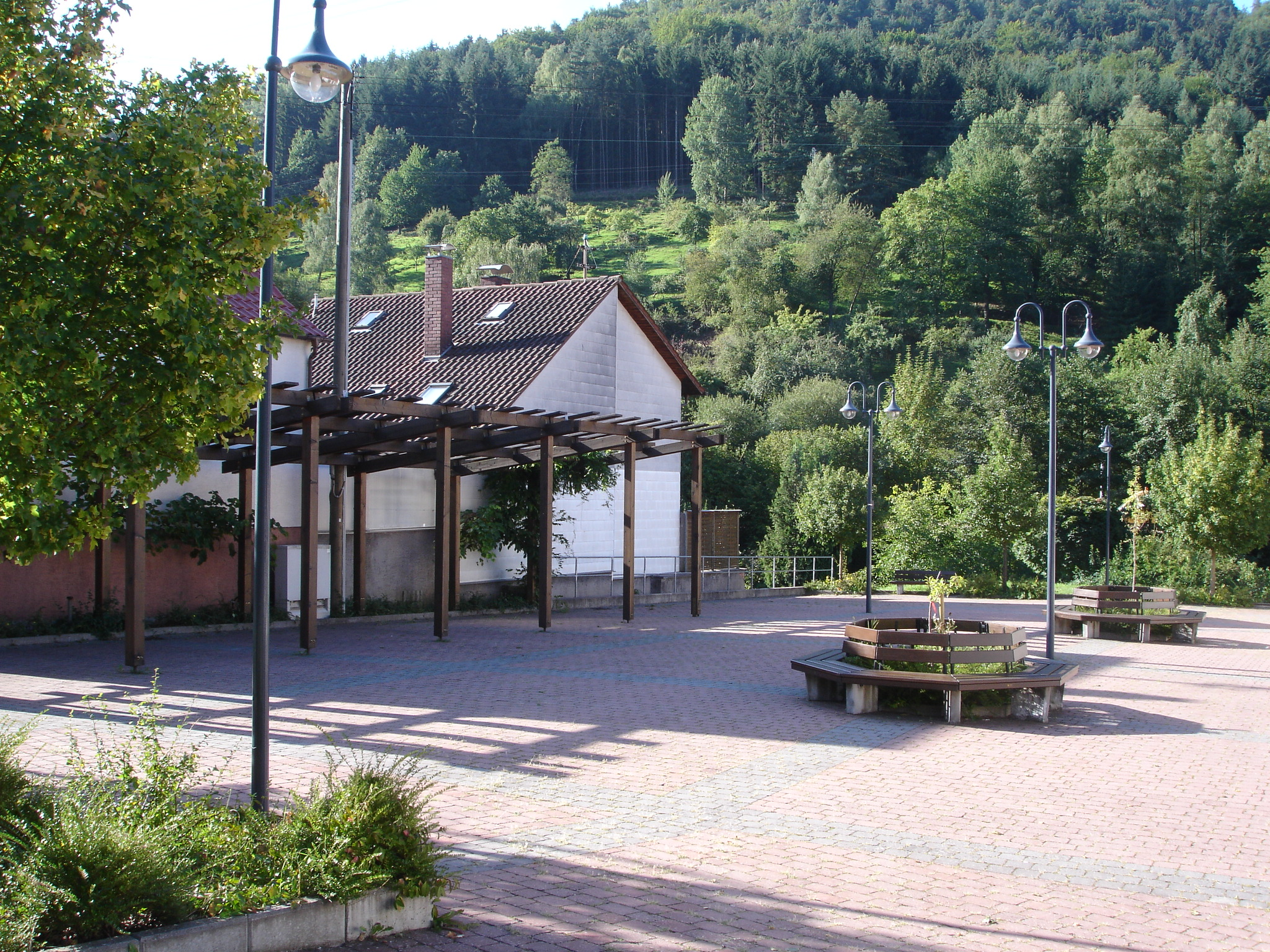
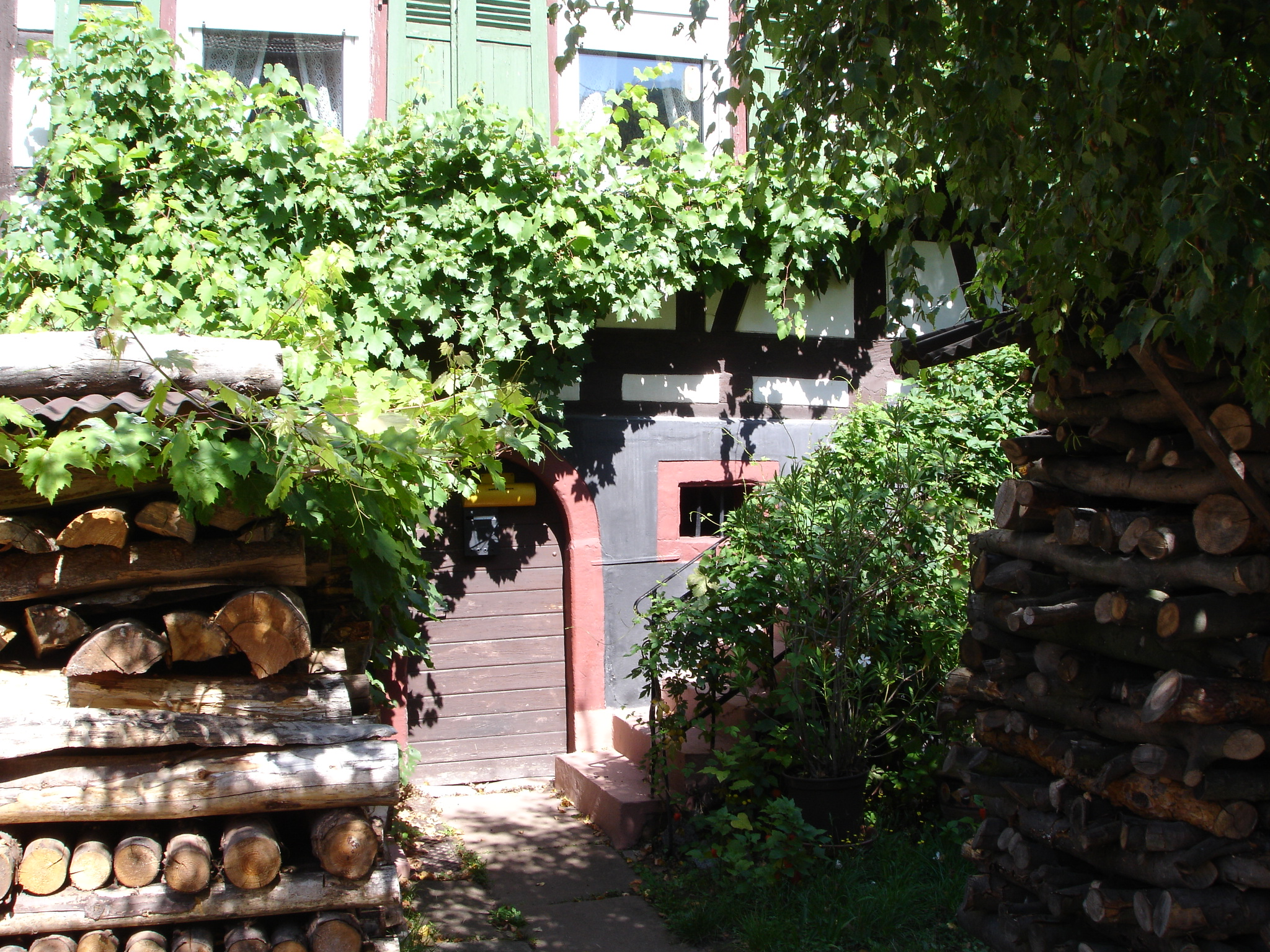
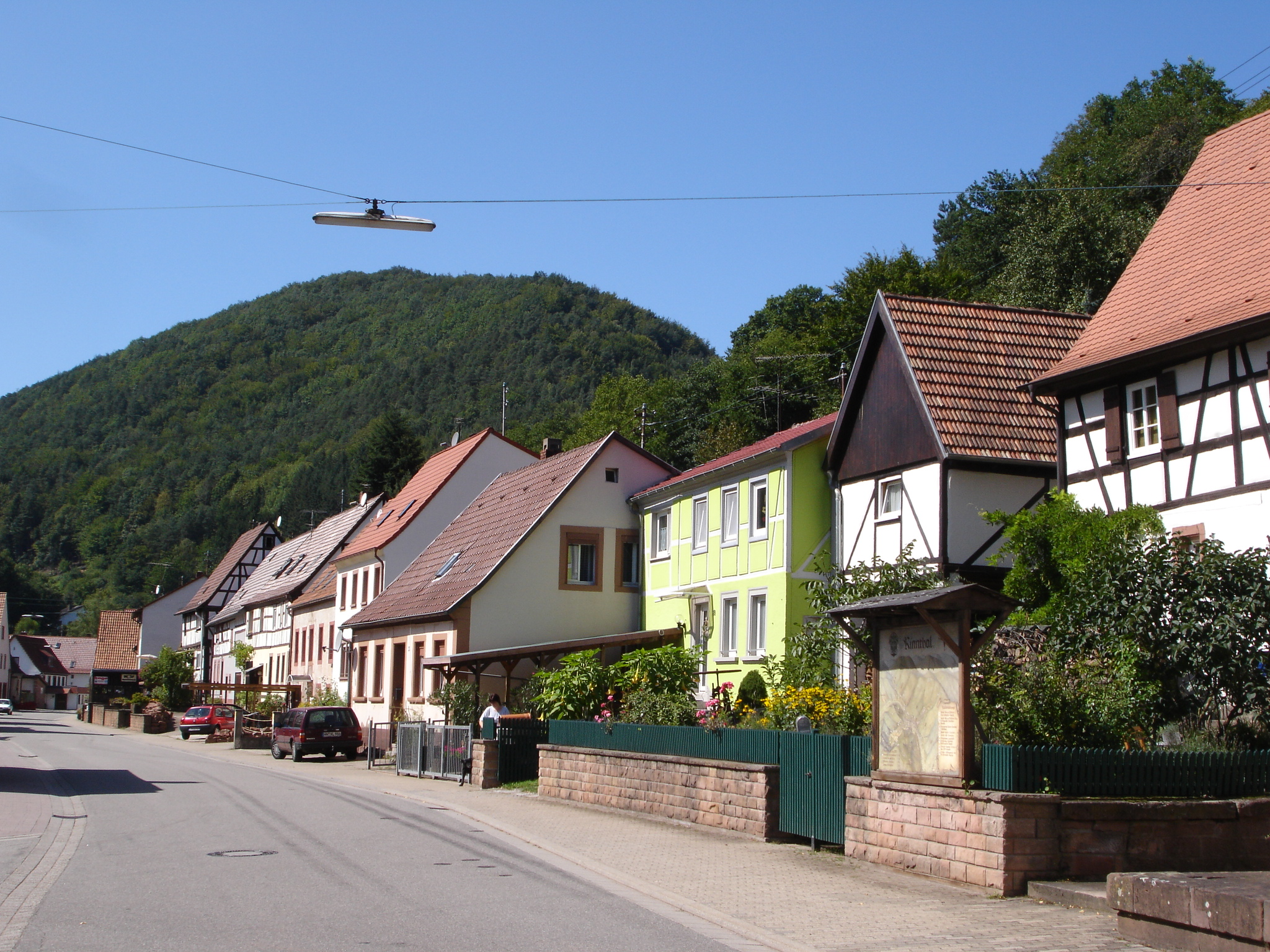
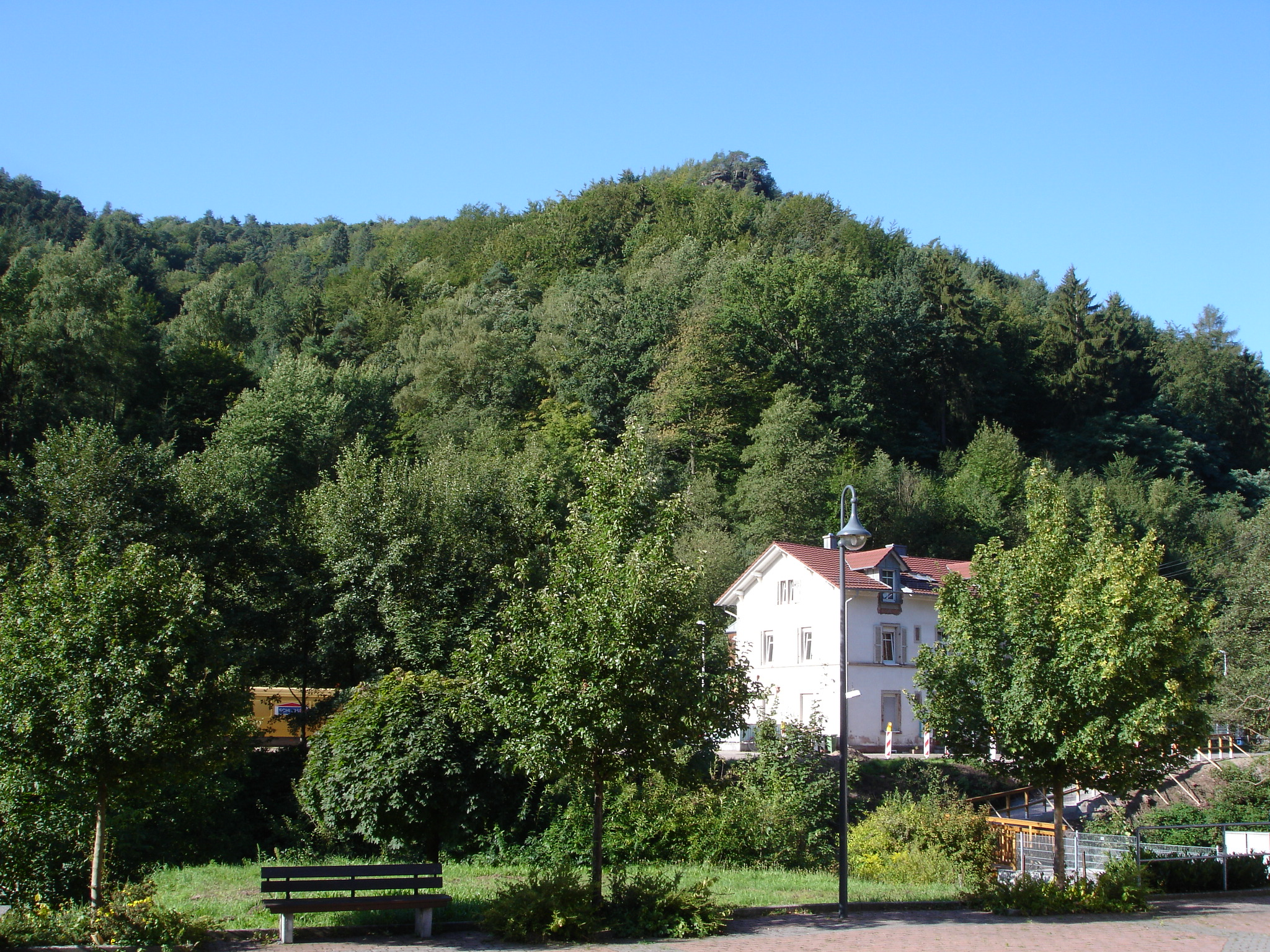
Вокзал